# Charles Jauncey, Baron Jauncey of Tullichettle
Charles Eliot Jauncey, Baron Jauncey of Tullichettle PC QC (* 8. Mai 1925 in Edinburgh; † 18. Juli 2007 in Comrie, Schottland) war ein britischer Jurist, der zuletzt als Lord of Appeal in Ordinary aufgrund des Appellate Jurisdiction Act 1876 als Life Peer auch Mitglied des House of Lords war.

## Leben

### Rechtsanwalt und Militärdienst im Zweiten Weltkrieg
Jauncey, dessen Vater John Henry Jauncey Captain der Royal Navy und dessen Großvater mütterlicherseits Sir Charles Dundas Admiral der Royal Navy war, trat nach dem Besuch des Radley College 1943 seinen Militärdienst in der Marinereserve (Royal Naval Reserve) an und fand während des Zweiten Weltkrieges zwischen 1943 und 1946 Verwendung in Ägypten und Indien. Zuletzt wurde er zum Sub-Lieutenant befördert, ehe er in Ceylon an Poliomyelitis erkrankte und aus dem aktiven Militärdienst ausschied.
Im Anschluss begann Jauncey ein Studium der Rechtswissenschaften am Christ Church der University of Oxford und erwarb dort zunächst 1947 einen Bachelor of Arts (B.A. Jurisprudence). Ein darauf folgendes weiteres Studium der Rechtswissenschaften an der University of Glasgow schloss er 1949 mit einem Bachelor of Laws (LL.B.) ab. Nach seiner anwaltlichen Zulassung bei der schottischen Rechtsanwaltskammer (Faculty of Advocates) nahm er 1949 eine Tätigkeit als Barrister auf und spezialisierte sich in der Folgezeit auf Zivilrecht sowie insbesondere auf Erb-, Trust- und Grundstücksrecht.
1953 wechselte Jauncey in den Regierungsdienst als Rechtsberater des Ministeriums für öffentliche Arbeiten in Schottland, ehe er 1954 Ständiger Rechtsberater der Admiralität wurde. 1959 unterstützte er als Rechtsanwalt Ian Fraser im berüchtigten Scheidungsverfahren von Margaret Campbell, Duchess of Argyll gegen deren Ehemann Ian Campbell, 11. Duke of Argyll. Das Verfahren, in dem unter anderem auch Fotos über das Liebeslieben der Herzogin durch ihren Ehemann veröffentlicht wurden, führte zu einer öffentlichen Diskussion der Verschwiegenheitspflicht. Für seine anwaltlichen Verdienste wurde er 1963 zum Kronanwalt (Queen’s Counsel) Schottlands ernannt.

### Richter, Oberhausmitglied und Lordrichter
Neben seiner anwaltlichen Tätigkeit übernahm er in Teilzeit zwischen 1971 und 1974 das Amt eines Vorsitzenden Richters am Sheriffgericht (Sheriff’s Court) von Fife und Kinross-shire. Daneben fungierte er zwischen 1972 und 1972 als Richter an den Appellationsgerichten von Jersey und Guernsey.
1979 wurde Jauncey mit dem Titel Lord Jauncey Richter am Obersten Zivilgericht Schottlands, dem Court of Session, und war damit zeitgleich Senator of the College of Justice, der aus den drei obersten Gerichten Schottlands besteht.
Zuletzt wurde Jauncey durch ein Letters Patent vom 12. Januar 1988 aufgrund des Appellate Jurisdiction Act 1876 als Life Peer mit dem Titel Baron Jauncey of Tullichettle, of Comrie in the District of Perth and Kinross, zum Mitglied des House of Lords in den Adelsstand berufen und wirkte bis zu seinem Eintritt in den Ruhestand am 30. September 1996 als Lordrichter (Lord of Appeal in Ordinary). Zugleich wurde er 1988 zum Privy Councillor ernannt.
Zwischen 2001 und 2002 war Baron Jauncey Vorsitzender einer Kommission zur Untersuchung der Ursachen für den Absturz eines Chinook Typ HC.2-Transporthubschraubers in der Nähe von Mull of Kintyre am 2. Juni 1994 bei dem vier Besatzungsmitglieder und 25 Passagiere ums Leben kamen.
Darüber hinaus engagierte er sich seit 1951 als Mitglied der Royal Company of Archers sowie von 1972 bis 1992 als Mitglied des Historic Buildings Council von Schottland.